# Niccolò Oddi
Niccolò Oddi (Perugia, 26 de setembro de 1715 - Arezzo, 25 de maio de 1767), foi um diplomata e núncio apostólico, colaborador próximo do Papa Clemente XIII. Sobrinho do Cardeal Giacomo Oddi, ele próprio foi criado cardeal em 1766. Ele fez sua profissão religiosa como jesuíta alguns dias antes de sua morte.

## Biografia
Nasceu em Perugia em 26 de setembro de 1715. O mais velho dos cinco filhos de Marcantonio Oddi, conde de Schifanoia, e da condessa Altavilla Ranieri. Os outros irmãos eram Ercole, Enrico, Lodovico, Giulio e uma menina que se tornou freira agostiniana. Seu primeiro nome também está listado como Nicolaus e Nicola; e seu sobrenome como Oddis, como Oddus e como degli Oddi. Sobrinho-neto do cardeal Antonio Banchieri (1726). Sobrinho do Cardeal Giacomo Oddi (1743).
Sob a direção de seu tio, o cardeal, recebeu uma educação civil, moral e literária adequada à sua condição. Mais tarde, estudou na Universidade La Sapienza , em Roma, onde obteve o doutorado em utroque iure , tanto em direito canônico quanto em direito civil, em 16 de novembro de 1746.
Foi residir com o avô em Veneza, onde o tio era núncio; mais tarde, enquanto seu tio era bispo de Viterbo e Toscanella, residiu no palácio episcopal; foi então que decidiu ingressar no estado eclesiástico e foi para Roma. Entrou na prelatura como referendário dos Tribunais da Assinatura Apostólica da Justiça e da Graça em 15 de dezembro de 1746. Vice-legado na Romagna, abril de 1747-1750. Prelado doméstico de Sua Santidade, 1751. Relator da SC da Sagrada Consulta , de dezembro de 1751 até 1753. Recebeu as ordens menores em 26 de dezembro de 1753; o subdiaconado em 28 de dezembro de 1753; e o diaconado em 30 de dezembro de 1753.
Ordenado em 1º de janeiro de 1754.
Eleito arcebispo titular de Trajanopoli, em 14 de janeiro de 1754. Consagrado, em 20 de janeiro de 1754, catedral de Viterbo, pelo cardeal Giacomo Oddi, auxiliado por Giacintoe Silvestri, bispo de Nepi e Sutri, e por Santo Lanucci, bispo de Ortona. Núncio em Colônia, 12 de fevereiro de 1754; chegou à nunciatura no dia 9 de agosto seguinte; seu auditor foi Giambattista Donati; e seu secretário, Filippo Evangelisti. Núncio em Lucerna, Suíça, 4 de dezembro de 1759; partiu para sua nunciatura em 16 de agosto de 1760. Núncio extraordinário na Dieta de Frankfurt que elegeu o arquiduque José da Áustria rei dos romanos, 21 de janeiro de 1764; naquela ocasião, conseguiu restaurar vários direitos e privilégios da Igreja Romana, como o da precedência e primeiro posto no corpo diplomático de que gozavam os núncios apostólicos naquela Dieta; ele se opôs fortemente às maquinações cismáticas mais tarde manifestadas no conciliabulum de Ems. Transferido para a sede metropolitana de Ravenna em 20 de fevereiro de 1764.
Criado cardeal sacerdote no consistório de 26 de setembro de 1766, com dispensa de ter um tio no Sagrado Colégio dos Cardeais; recebeu o chapéu vermelho em 30 de setembro de 1766; e o título de S. Maria in Aracoeli, 1º de dezembro de 1766. Foi atribuído às SS. CC. Consistorial, Propaganda Fide, Imunidade Eclesiástica e Cerimonial. Legado em Romandiola, 1º de dezembro de 1766; em março de 1767 partiu para sua legação, mas antes de ir para Ravenna foi para Perugia, onde se sentiu mal; tentando melhorar a saúde, foi para Arezzo, acompanhado de seu irmão, o conde Lodovico, colocando-se sob os cuidados do doutor Lorenzino Bresciani, médico conhecido e respeitado; chegou no dia 12 de maio e hospedou-se no convento dos frades capuchinhos; em seguida, foi transferido para uma casa de recuperação jesuíta nocampanha ; mas sua doença estava tão avançada que ele morreu ali antes de ir para sua legação. Superintendente delle Acque na Romagna, 8 de maio de 1767. Pouco antes de sua morte, fez a profissão solene na Companhia de Jesus, como fez antes em Lucerna, quando adoeceu gravemente.
Morreu em Arezzo em 25 de maio de 1767, às 13 horas, após receber os sacramentos da Igreja, na casa de recuperação jesuíta de Arezzo, enquanto viajava. Exposto na igreja jesuíta de Arezzo, onde ocorreu o funeral; e enterrado naquela igreja.